# Layton Brothers: Mystery Room
Layton Brothers: Mystery Room is een Engelstalig puzzelavontuur compterspel voor iOS en Android, uitgegeven door Level-5. Het is een spin-off van de Professor Layton-spellenreeks. Lucy Baker is een onervaren onderzoeker die samenwerkt met geniale detective Alfendi Layton, zoon van Hershel Layton, op een speciale afdeling van de misdaadonderzoekseenheid van Scotland Yard, of kortweg "Mystery Room". Het spel werd op 27 juni 2013 uitgebracht voor iOS en op 5 september 2013 voor Android.

## Spelervaring
Alfendi en Lucy moeten verschillende moordzaken oplossen door de plaats delict te onderzoeken en de verdachten te ondervragen. De meeste zaken volgen dezelfde routine: Alfendi Layton geeft de basisfeiten van het misdrijf en schetst een beeld van de verdachten. Daarna kan de speler, als Lucy, een schot voor de boeg doen en de moordenaar aanwijzen op basis van de eerste indrukken. Hierna begint het eigenlijke onderzoek. Op de plaats delict kan de speler op verschillende plekken inzoomen en voorwerpen aantikken om er meer informatie over te lezen. Wanneer de speler alles bekeken heeft, begint het verzinnen van theorieën over wie de moordenaar kan zijn. Om die theorieën te stoelen of uitspraken van de (hoofd)verdachte onderuit te halen moet de speler vaak het juiste voorwerp op de plaats delict aanwijzen. Aan de hand van meerkeuzevragen moet de speler af en toe aangeven wat die denkt dat bijvoorbeeld het motief of het moordwapen is. Nadat er genoeg bewijs verzameld is, is het rijd om de hoofdverdachte te ondervragen. De hoofdverdachte zal proberen zichzelf vrij te pleiten met argumenten die de speler kan weerleggen aan de hand van het gevonden bewijsmateriaal.